# Nothoscordum ibiramense
Nothoscordum ibiramense är en amaryllisväxtart som beskrevs av Pierfelice Ravenna. Nothoscordum ibiramense ingår i släktet vaniljlökar, och familjen amaryllisväxter. Inga underarter finns listade i Catalogue of Life.